# Sartang
Il Sartang (in russo Сартанг?; in lingua sacha: Сартаҥ) è un fiume della Siberia Orientale, ramo sorgentifero di destra della Jana. Scorre nel Tomponskij e nel Verchojanskij ulus della Sacha (Jacuzia), in Russia.

## Descrizione
Il fiume proviene dal lago Siskjuele sul versante settentrionale dei monti di Verchojansk e scorre principalmente verso nord lungo l'altopiano della Jana. Dal suo incontro con il fiume Dulgalach nasce il fiume Jana. La lunghezza del fiume è di 620 km, l'area del suo bacino è di 17 800 km². Nel corso superiore, il Sartang è un fiume di montagna con una pendenza del 14 ‰, che scorre in una stretta valle con pendii ripidi e ghiaccio. Nel corso inferiore scorre attraverso una valle paludosa. Il fiume congela tra l'inizio di ottobre e la fine di novembre. Lo spessore massimo del ghiaccio è di 195 cm, la durata media del gelo è di 234 giorni, la durata media del periodo con fenomeni di ghiaccio è di 244 giorni. Il fiume sgela tra la fine di maggio e l'inizio di giugno. È navigabile fino a 174 km dalla foce.